# Marbrure (pathologie végétale)
En pathologie végétale, les marbrures sont des symptômes de diverses maladies ou carence des plantes. La marbrure consiste en motifs composés de marques, de taches, de traînées irrégulières, de différentes nuances ou couleurs, souvent jaunâtres, à la surface des feuilles ou d'autres organes. Ce terme est couramment utilisé pour décrire l'aspect de plantes souffrant de maladies, notamment de viroses.
Les marbrures sont, avec les mosaïques et les fasciations, les symptômes les plus habituels des viroses végétales.
De nombreux phytovirus provoquent des marbrures chez la plantes, par exemple :
- le virus de la marbrure de la pomme de terre des Andes (APMoV, Andean potato mottle virus),
- le virus de la marbrure des nervures du tabac (TVMV Tobacco vein mottling virus),
- le virus de la marbrure des gousses du haricot (BPMV Bean pod mottle virus),
- le virus de la marbrure de la vigne (GFkV, Grapevine fleck virus).
- le virus de la marbrure chlorotique du maïs (MCMoV, Maize Chlorotic Mottle Virus).